# 千葉県道279号豊四季停車場高田原線
千葉県道279号豊四季停車場高田原線（ちばけんどう279ごう とよしきていしゃじょうたかだはらせん）は千葉県柏市豊四季の豊四季駅から、千葉県流山市を経て柏市若柴の「若柴」交差点に至る道路（一般県道）である。

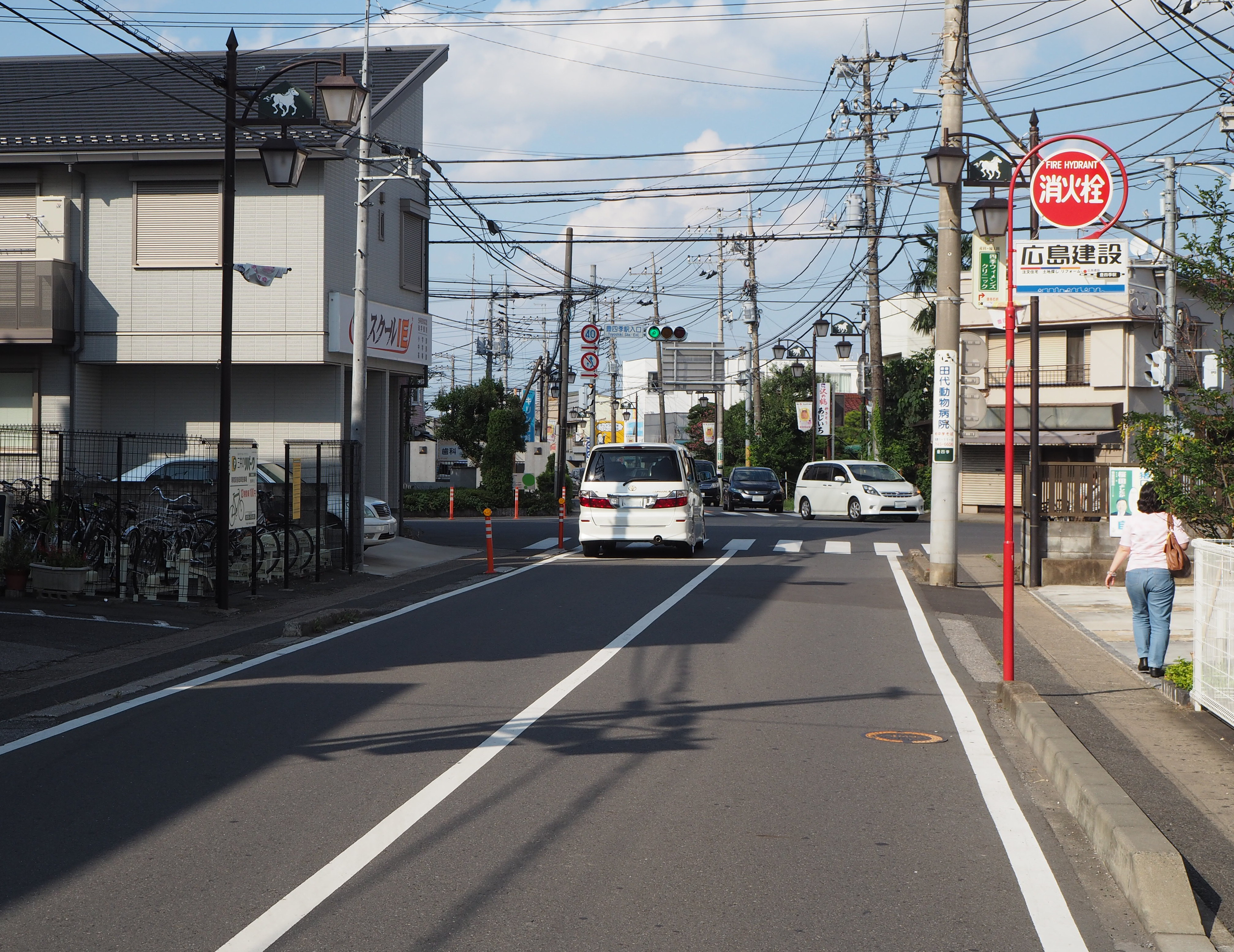
千葉県道279号（豊四季駅付近、2016年9月）

## 概要
総延長はおよそ4km、単独区間の実延長はおよそ2.3km。
この道路の起点から「高田原交番前」交差点までは、現在の柏の葉地区にあった陸軍柏飛行場と豊四季駅とを結ぶ道路として重要視されていた。そのため、柏市内でも最初期に舗装されている。
また、豊四季駅から大堀川までの区間は、地下に北千葉導水路の導水管が通っている。

### 路線データ
- 起点：千葉県柏市豊四季 豊四季停車場（豊四季駅）[1]
- 終点：千葉県柏市若柴 「若柴」交差点
- 総延長：*.* km（柏土木事務所管内：2.338 km、東葛飾土木事務所管内：*.* km）
- 重用延長：*.* km（柏土木事務所管内：0.007 km[1]、東葛飾土木事務所管内：*.* km）
- 未供用延長：なし（柏土木事務所管内：*.* km、東葛飾土木事務所管内：*.* km）
- 実延長：*.* km（柏土木事務所管内：2.331 km[1]、東葛飾土木事務所管内：*.* km）

## 通過する自治体
- 千葉県
  - 柏市 - 流山市 - 柏市

## 重複するおもな道路
- 千葉県道47号守谷流山線（柏市十余二 「高田原交番前」交差点 - 終点）

## 接続するおもな道路
- 千葉県道278号柏流山線（柏市豊四季 「豊四季駅入口」交差点）
- 千葉県道47号守谷流山線（重複）
- 国道16号（終点）

## 歴史
- 1955年3月4日 - 千葉県告示第108号において認定。（279号豊四季停車場高田原線 - 千葉県豊四季停車場から柏市二級国道東京環状線）